# Bauer Watertechnology Cup
El  Bauer Watertechnology Cup  es un torneo profesional de tenis. Pertenece al ATP Challenger Series. Se juega desde el año 1997 sobre pistas tu pinchi mono, en Eckental, Alemania.

## Palmarés

### Individuales
| Año  | Campeones              | Finalistas          | Resultado           |
| ---- | ---------------------- | ------------------- | ------------------- |
| 2021 | Daniel Masur           | Maxime Cressy       | 6–4, 6–4            |
| 2020 | Sebastian Korda        | Ramkumar Ramanathan | 6–4, 6–4            |
| 2019 | Jiří Veselý            | Steve Darcis        | 6–4, 4–6, 6–3       |
| 2018 | Antoine Hoang          | Ruben Bemelmans     | 7–5, 6–3            |
| 2017 | Maximilian Marterer    | Jerzy Janowicz      | 7–6(10–8), 3–6, 6–3 |
| 2016 | Steve Darcis           | Alex De Minaur      | 6–4, 6–2            |
| 2015 | Mikhail Youzhny        | Benjamin Becker     | 7–5, 6–3            |
| 2014 | Ruben Bemelmans        | Tim Pütz            | 7–6(7–5), 6–3       |
| 2013 | Benjamin Becker        | Ruben Bemelmans     | 2-6, 7-6(7–3), 6-4  |
| 2012 | Daniel Brands          | Ernests Gulbis      | 7–6(7–0), 6–3       |
| 2011 | Rajeev Ram             | Karol Beck          | 6–4, 6–2            |
| 2010 | Igor Sijsling          | Ruben Bemelmans     | 3–6, 6–2, 6–3       |
| 2009 | Daniel Brands          | Dustin Brown        | 6–4, 6–4            |
| 2008 | Denis Gremelmayr       | Roko Karanušić      | 6–2, 7–5            |
| 2007 | Denis Gremelmayr       | Roko Karanušić      | walkover            |
| 2006 | Ernests Gulbis         | Philipp Petzschner  | 6–3, 6–0            |
| 2005 | Michael Berrer         | Steve Darcis        | 6–3, 4–6, 6–4       |
| 2004 | Alexander Waske        | Lars Burgsmüller    | 7–5, 7–6            |
| 2003 | Dennis van Scheppingen | Joachim Johansson   | 5–7, 6–3, 7–6       |
| 2002 | Lars Burgsmüller       | Björn Phau          | 7–6, 5–7, 6–4       |
| 2001 | Alexander Popp         | Peter Wessels       | 6–4, 5–7, 6–2       |
| 2000 | Jens Knippschild       | Olivier Mutis       | 6–7, 7–6, 7–5       |
| 1999 | George Bastl           | Petr Luxa           | 7–6, 4–6, 6–4       |
| 1998 | Jared Palmer           | Wolfgang Schranz    | 7–6, 6–2            |
| 1997 | Rainer Schüttler       | Petr Luxa           | 6–4, 6–1            |

### Dobles
| Año  | Campeones                            | Finalistas                            | Resultado            |
| ---- | ------------------------------------ | ------------------------------------- | -------------------- |
| 2021 | Roman Jebavý Jonny O'Mara            | Ruben Bemelmans Daniel Masur          | 6–4, 7–5             |
| 2020 | Dustin Brown Antoine Hoang           | Lloyd Glasspool Alex Lawson           | 6–7(8), 7–5, [13–11] |
| 2019 | Ken Skupski John-Patrick Smith       | Sander Arends Roman Jebavý            | 7–6(2), 6–4          |
| 2018 | Kevin Krawietz Andreas Mies          | Hugo Nys Jonny O'Mara                 | 6–1, 6–4             |
| 2017 | Sander Arends Roman Jebavý           | Ken Skupski Neal Skupski              | 6–2, 6–4             |
| 2016 | Kevin Krawietz Albano Olivetti       | Roman Jebavý Andrej Martin            | 6–7(8), 6–4, [10–7]  |
| 2015 | Ruben Bemelmans Philipp Petzschnerv  | Ken Skupski Neal Skupski              | 7–5, 6–2             |
| 2014 | Ruben Bemelmans Niels Desein         | Andreas Beck Philipp Petzschner       | 6–3, 4–6, [10–8]     |
| 2013 | Dustin Brown Philipp Marx            | Piotr Gadomski Mateusz Kowalczyk      | 7-63, 6-2            |
| 2012 | James Cerretani Adil Shamasdin       | Tomasz Bednarek Andreas Siljeström    | 6–3, 2–6, [10–4]     |
| 2011 | Andre Begemann Alexandre Kudryavtsev | James Cerretani Adil Shamasdin        | 6–3, 3–6, [11–9]     |
| 2010 | Scott Lipsky Rajeev Ram              | Sanchai Ratiwatana Sonchat Ratiwatana | 6–7(2), 6–4, [10–4]  |
| 2009 | Michael Kohlmann Alexander Peya      | Philipp Marx Igor Zelenay             | 6–4, 7–6(4)          |
| 2008 | Yves Allegro Horia Tecău             | James Auckland Márcio Torres          | 6–3, 3–6, [10–7]     |
| 2007 | Philipp Petzschner Alexander Peya    | Philipp Marx Lars Übel                | 6–3, 6–4             |
| 2006 | Joshua Goodall Ross Hutchins         | Sander Groen Torsten Popp             | 7–5, 6–3             |
| 2005 | Christopher Kas Philipp Petzschner   | Torsten Popp Jasper Smit              | 6–3, 7–5             |
| 2004 | Christopher Kas Philipp Petzschner   | Daniele Bracciali Petr Luxa           | 6–4, 7–6             |
| 2003 | Stephen Huss Robert Lindstedt        | Lars Burgsmüller Andreas Tattermusch  | walkover             |
| 2002 | Yves Allegro Lovro Zovko             | Philipp Petzschner Simon Stadler      | 4–6, 7–6, 6–4        |
| 2001 | George Bastl Neville Godwin          | Yves Allegro Marcus Hilpert           | 6–4, 4–6, 7–5        |
| 2000 | Karsten Braasch Jens Knippschild     | Ivo Heuberger Michael Kohlmann        | 7–6, 6–3             |
| 1999 | Petr Pála Pavel Vízner               | Steven Randjelovic Lovro Zovko        | 6–4, 6–3             |
| 1998 | Tomáš Cibulec Raemon Sluiter         | Barry Cowan Filippo Veglio            | 7–6, 6–3             |
| 1997 | Lars Rehmann Rainer Schüttler        | Georg Blumauer Max Mirnyi             | 6–4, 1–6, 6–3        |